# Goran Krstonošić
Goran Krstonošić (Senta, 21 giugno 1974) è un pallanuotista serbo.

## Carriera

### Club
Dal 1997 ha giocato con il Becej, conquistando quattro campionati, quattro Coppe Serbo-Montenegrine e la Coppa dei Campioni. Nel 2009 approda alla Roma Pallanuoto, e nel suo primo anno nel campionato italiano realizza sessanta reti, che lo rendono capocannoniere della regular season. In seguito giocherà in Russia e a Malta. Nel 2018 torna nuovamente a giocare nel Becej. Dal 2014 è allenatore del Becej, mentre dal 2017 ne è diventato il presidente. 